# Hana-Kimi
Hana-Kimi (花ざかりの君たちへ Hanazakari no Kimitachi e, Lit. "For You in Full Blossom") er en shōjo manga-serie skrevet af Hisaya Nakajo. Mangaen blev serialiseret i Japan i det halvmånedlige Hana to Yume mangablad. Hana Kimi sluttede i vol. 23 i august 2004 i Japan med en special udgivelse i december 2004, og senere et ekstra kapitel fortalt fra Kayashimas synsvinkel udgivet i 2007.
Hana-Kimi er udgivet på engelsk af VIZ Media, og den sidste bog i serien blev udgivet i U.S.A. i april 2008.  
Hana-Kimi handler om Mizuki Ashiya, en japansk pige, som lever i U.S.A.. en dag ser hun en højdespringskonkurrence i TV, og bliver tiltrukket af en af kombetanterne, Izumi Sano. Hun begynder er idolisere den unge atlet, og rejser til Japan for at gå på samme skole som Sano. a Japanese girl who lives in the United States.
Men der er dog en hage ved det: Sano går på en all-boys high school som hedder Osaka Gauken, og Mizuki må forklæde sig selv som en dreng for at gå der. Størstedelen af serien handler om Mizukis andet år på Osaka, selvom hendes første år er betydningsfuldt for, at hun kan fortsætte med at gå på skolen.
| Anime eller manga | Spire Denne artikel om en anime og/eller manga er en spire som bør udbygges. Du er velkommen til at hjælpe Wikipedia ved at udvide den. |